# Na zawsze będzie płonął
Na zawsze będzie płonął – pierwszy album polskiego zespołu hip-hopowego Płomień 81, wydany w 1999 roku nakładem wytwórni Asfalt Records. Większość muzyki na album stworzył O$ka. Album został wydany na kasecie, CD, oraz jako dwupłytowy winyl (tłoczony we Francji).
Pochodzący z albumu utwór pt. „Letniak” znalazł się na 88. miejscu listy „120 najważniejszych polskich utworów hip-hopowych” według serwisu T-Mobile Music.

## Lista utworów
Na podstawie źródła.
1. „Intro” – 0:54
2. „Przypadki chodzą po ludziach” – 4:29
3. „Głowa do góry” (gościnnie: Oempe)– 4:52
4. „Skit 1” – 0:32
5. „Wszystko się może zdarzyć” – 4:59
6. „Miłe słowa” (gościnnie: Marta F.) – 4:47
7. „Inni niż wszyscy” – 3:54
8. „Freestyle” – 1:17
9. „To dla tych” – 4:33
10. „Miliard w rozumie” – 4:12
11. „Dzieciaki” – 5:35
12. „Skit 2” – 0:35
13. „Ursynów 99” – 4:38
14. „Wierzę w siebie” (gościnnie: Małolat) – 4:22
15. „Skit 3” – 0:15
16. „Letniak” (gościnnie: Marta F.) – 5:26
17. „To muzyka” – 3:54
18. „Warszawa nocą” – 3:35
19. „Tak to się zaczęło” – 3:49
20. „Outro” – 0:52